# Administration des ponts et chaussées (Luxembourg)
Les origines de l’Administration des ponts et chaussées remontent à 1843. Elle a été créée par Guillaume II, roi des Pays-Bas et Grand-Duc de Luxembourg afin de réaliser la mise en place d'un système cohérent de routes. A cette époque, le Luxembourg, qui avait accédé à l'indépendance en 1839, disposait d'un réseau routier fort modeste d'à peine 200 kilomètres de voies carrossables qui se trouvaient pour la plupart dans un état pitoyable.
Pour satisfaire aux exigences de chaque époque, l'administration a été réorganisée en 1884, 1897, 1918, 1946, 1964 et 1974, ainsi qu'en 2010, année de laquelle date la loi organique est actuellement en vigueur.
Fin 2016, elle gère un réseau routier composé de 165 km d’autoroutes, de 837 km de routes nationales et de 1891 km de chemins repris.
Elle est placée sous l’autorité du membre du gouvernement ayant dans ses attributions les travaux publics.

## Historique
Lorsque, en 1839, le Luxembourg accéda à l'indépendance, il disposait d'un réseau routier fort modeste d'à peine 200 kilomètres de voies carrossables. Pour comble de mal, celles-ci se trouvaient pour la plupart dans un état pitoyable. Entrecoupées par des ponts écroulés, transformées en bourbiers infranchissables par la moindre averse, sillonnées de crevasses ou simplement trop étroites pour autoriser le passage de gros attelages, les quelques rares chaussées rendaient la circulation difficile, voire impossible.
L'interruption du trafic pendant les longs mois d'hiver et les frais de transport exorbitants formaient un véritable goulot d'étranglement pour le développement de l'économie nationale. Pire encore l'absence de communications enfermait de nombreuses localités dans un isolement quasi complet. Tel un blocus, le délabrement de la voirie pesait lourd sur le destin du pays.

### La mise en place d'un système cohérent de routes
Aussi les autorités se devaient-elles de réagir. Toutefois, la mise en place d'un système cohérent de routes supposait l'organisation préalable des rouages administratifs capables de relever le défi.

« L'administration des travaux publics est chargée de la confection des projets, de la direction et de la surveillance des constructions qui se font pour le compte de l'État. [...] Cette administration est chargée, en outre, de pourvoir et de veiller à l'exécution des lois et règlements [sic] sur les mines, minières, carrières, usines, cours d'eau et eaux navigables [...]. »

### La loi du 6 avril 1843
En définissant dans ses grandes lignes le champ d'activité de l'Administration des Travaux publics, la loi organique du 6 avril 1843 consacrait le principe de la centralisation des divisions techniques. Ce faisant, elle créait une structure particulière, unique en Europe nulle part ailleurs, il n'existait un service technique regroupant sous un même toit des fonctionnaires qui s'occupaient indistinctement des branches des Ponts et Chaussées, des Bâtiments publics, des Travaux hydrauliques, du Service des mines, etc. L'instauration du régime plutôt insolite avait été dictée par la volonté de concilier « les anciens usages et habitudes du Pays » avec la situation géopolitique née du Traité de Londres de 1839. Après le troisième démembrement, le territoire du Grand-Duché était trop petit, ses ressources financières trop insignifiantes, si bien qu'on n'aurait pu se payer le luxe d'avoir des départements spécialisés autonomes.
Appelée à participer au calcul des prévisions budgétaires et à la confection de toutes sortes de textes de loi, l'Administration des Travaux publics devait lever les plans et devis des constructions nouvelles, subvenir à l'entretien des chaussées existantes, organiser l'adjudication des travaux, recevoir les matériaux et vérifier les ouvrages réalisés. En plus, elle était tenue d'exercer la haute surveillance sur le réseau routier en procédant régulièrement à des tournées d'inspection.

### La division du pays en deux arrondissements
Dans le but d'atteindre tous ces objectifs, le pays fut divisé en deux arrondissements à la tête desquels était placé un ingénieur, l'un résidant à Luxembourg, l'autre à Diekirch. Chaque ingénieur d'arrondissement avait sous ses ordres des conducteurs, des élèves ou aides temporaires et un certain nombre de cantonniers.
L'unité administrative était garantie par un ingénieur en chef, installé à l'Hôtel de Gouvernement dans la capitale. Bref, la législation du 6 avril 1843 proposait un organisme qui excellait par sa simplicité : une institution hiérarchisée, structurée de façon rationnelle et mettant en couvre relativement peu de moyens pour évacuer une besogne de taille.

### La vente du Grünewald
De fait, au moyen des recettes extraordinaires provenant de la vente du Grünewald, l'Etat put se lancer à fond dans la mise en chantier d'un prétentieux projet de constructions routières couvrant le territoire entier d'un ensemble de grandes artères en forme d'une toile d'araignée agencée autour de la Ville de Luxembourg.
Complété par l'aménagement des chaussées de raccordement aux gares du chemin de fer, le réseau atteignait son stade de parachèvement au cours des années 1860. Sa réalisation en un temps record d'un quart de siècle avait dévoré, en moyenne, entre 20 et 25 % de tout le budget grand-ducal ! L'effort sans pareil avait été conditionné par le double impératif d'établir une liaison entre les chefs lieux de canton d'une part et d'assurer la jonction avec l'Allemagne de l'autre. Depuis que le Luxembourg avait adhéré au Zollverein (1842), cette dernière préoccupation revêtait une importance primordiale, notamment pour la survie de l'activité sidérurgique.

### Le progrès grâce aux Travaux publics
L'amélioration progressive des communications n'a pas seulement préparé de longue main le décollage de l'industrie ; elle a encore ouvert la voie aux progrès dans l'agriculture grâce au coup de main fourni par les Travaux publics pour aider les communes à remettre en état la voirie vicinale.
Dès l'époque révolutionnaire de 1848, les gouvernements avaient pris l'habitude de soulager les finances communales, soit en distribuant des subsides pour entretenir les chemins d'exploitation ou de vidange, soit en prenant à charge du Trésor les frais occasionnés par l'établissement des grands chemins d'un intérêt intercommunal. Contribuant largement au désenclavement des terroirs, et par là au rapprochement des populations désormais unies en une nation, cette politique de la pénétration des campagnes trouvait son apogée à partir de 1874, quand l'État donna un début d'exécution au programme des chemins repris.

### L'avènement de l'automobile
A l'aube du XXe siècle, l'apparition de l'automobile attela les Travaux publics à une tâche nouvelle. La priorité revenait depuis lors à l'amélioration qualitative des voies carrossables existantes, car le trafic de plus en plus dense et les tonnages croissants du camionnage de marchandises faisaient du renforcement de l'infrastructure une nécessité de premier ordre. Dans cette optique, l'Administration s'adonna à la réfection du soubassement des chaussées, au pavage des traversées de village et à l'asphaltage des routes les plus fréquentées.

### L'après-guerre
Matérialisée au gré des liquidités budgétaires, parce qu’excessivement coûteuse, l'opération fut brutalement interrompue par l'occupation nazie.
La Libération trouvait un Grand-Duché en ruines. Surtout les contrées septentrionales du pays avaient été ravagées par les violents combats de la Bataille des Ardennes qui avaient laissé de nombreux immeubles détruits ou fortement endommagés, plus de cent ponts dynamités et un réseau routier inutilisable à cause des entonnoirs creusés par les obus. Autant dire qu'à peu de choses près, tout était à refaire. En 1950, le ministre responsable voilait à peine sa satisfaction en annonçant que la Reconstruction était achevée. Cinq années avaient suffi pour parer au plus pressant.

### La réorganisation
L'exploit de la Reconstruction allait de pair avec une réorganisation des structures administratives. L'ancienne centralisation des Travaux publics qui, d'antan avait fait des preuves, n'était plus de mise : au regard des exigences accrues de l'époque contemporaine, les services compétents en matière de voirie publique furent érigés en Administration des Ponts et Chaussées par un arrêté grand-ducal en date du 17 septembre 1945. Ainsi touchait à sa fin un processus dont les origines remontent au siècle dernier, lorsque la nomination de l'architecte Charles Arendt ouvrit la marque pour une spécialisation plus poussée des divisions techniques.
Depuis le milieu du XIXe siècle, la multiplication des bâtiments construits par l'État avait rendu urgente la création, au sein des Travaux publics, d'un poste spécial réservé à un homme de l'art. Aussi, en étroite collaboration avec son supérieur hiérarchique, l'ingénieur en chef Albert Rodange, Arendt dressa-t-il les plans d'un nombre impressionnant de bâtisses publiques. En outre, il s'affairait à la restauration d'édifices historiques dont, entre autres, le Dënzelt à Echternach et le château féodal de Vianden. Au moment de sa retraite en 1897, il céda la place à Prosper Biwer auquel succéda, à partir de 1905, un homme que la plupart des Luxembourgeois connaissent avant tout pour ses qualités d'aquarelliste : Sosthène Weis.

### La décentralisation
La tendance à la décentralisation et à la formation d'une division spécifique s'occupant exclusivement des questions d'architecture s'accentuait au fil des années. L'évolution conduisit, en 1910, à la scission de facto du Service de l'Architecte de l'État dont émanent les actuels Bâtiments publics. Comme les Ponts et Chaussées, ceux-ci forment, depuis la fin de la Deuxième Guerre mondiale, une administration autonome placée sous l'autorité supérieure du Ministre des Travaux publics.
Dotées d'une structure adéquate, les deux branches d'administration disposaient de tous les atouts pour faire face aux impératifs du monde d'aujourd'hui. Les diverses conséquences de la rapide croissance démographique dans les années d'après-guerre et l'extension générale des compétences de l'État obligeaient les Bâtiments publics à concentrer leur activité sur la rénovation et sur l'extension de l'infrastructure sociale, des installations scolaires et des bâtiments hébergeant les différents ministères ou autres services.

### La construction de l'Europe
Depuis les débuts de la construction européenne au cours des années 1950 s'y ajoutait l'aménagement des locaux accueillant les fonctionnaires de la communauté. Dans cette perspective, la Loi de Garantie de 1970 dessinait un cadre souple et efficace autorisant les Bâtiments publics à recourir au préfinancement d'immeubles pour lesquels l'Etat assumait la garantie locative et le remboursement par annuités. A titre d'exemple, ce mode de financement particulier a été employé pour l'édification, sur le plateau du Kirchberg, de l'Hémicycle du Parlement européen, du Bâtiment Schuman, de l'Extension de la Cour de Justice, etc.

### Le Fonds des routes
Quant à la voirie, elle allait connaître une dimension toute nouvelle avec la constitution du Fonds des routes. En effet, en août 1967, la commission parlementaire instituée pour rechercher les voies et moyens en vue d'adapter l'infrastructure routière au trafic moderne arriva au bout de ses investigations. Les conclusions de son enquête proposaient la création d'un fonds spécial de voirie tout en posant les jalons qui annonçaient l'ère de l'autoroute. L'objectif visé était triple : rapprocher les différentes régions du territoire grâce aux facilités d'une circulation sans obstacles, augmenter les chances d'expansion économique de ces régions en optimisant leur accessibilité, relier le Luxembourg au système des grands axes routiers des pays limitrophes.
L'enjeu était capital : alors que l'Europe était en voie d'unification, le Grand-Duché ne pouvait pas rester à l'écart en hypothéquant son avenir économique et partant, sa prospérité. Pendant une bonne vingtaine d'années déjà, le principal souci des Ponts et Chaussées a été de s'attaquer à la concrétisation du grand dessin qui, aujourd'hui, touche à sa phase finale.

## Attributions
L'Administration des ponts et chaussées est chargée, dans les limites fixées par les lois et règlements, de travaux de génie civil pour compte de l'Etat.
L'Administration des ponts et chaussées a notamment les attributions suivantes :

### Pour le compte de l'État
- construction, entretien et modernisation du réseau de la grande voirie ;
- gestion du trafic sur le réseau de la grande voirie et surveillance de la sécurité dans les tunnels ;
- construction, aménagement et entretien de la voirie de l'État et de ses dépendances ;
- établissement des permissions de voirie et exercice de la police de la voirie de l'État ;
- surveillance et entretien des aménagements hydroélectriques de la Haute Sûre et de la Basse Sûre ainsi que des barrages et écluses du chenal navigable ;
- mise en place et entretien de l'éclairage public du réseau de la voirie de l'État ;
- entretien constructif et courant du chenal navigable et des berges de la Moselle canalisée et du port de Mertert ;
- construction et entretien de certaines infrastructures de l'aéroport de Luxembourg.

### Pour le compte des communes
- réalisation de projets et surveillance des travaux sur le réseau de la voirie communale et de ses dépendances.

### Pour le compte de l'État et pour le compte des communes
- des analyses et essais de matériaux de construction ;
- des travaux de géologie et de géologie appliquée ;
- des opérations topographiques et photogrammétriques, dans le cadre de travaux de génie civil.

### Inventaire des services offerts par l’Administration des ponts et chaussées aux communes
Avec la réorganisation interne de l’Administration des ponts et chaussées comprenant notamment la mutation dans le secteur communal des deux stations d’épuration de Beringen/Mersch et de Bleesbruck/Diekirch et à la suite de la création de plusieurs syndicats intercommunaux ayant dans leurs attributions soit la collecte et l’épuration des eaux usées soit l’approvisionnement des localités en eau potable, et à l’abolition subséquente de certaines cellules de la Division des eaux de l’Administration des ponts et chaussées, certains services ne pourront dorénavant plus être offerts aux communes, à savoir :
- projets de stations d’épuration (*);
- projets de mise en place ou d’extension de réseaux d’approvisionnement en eau potable (conduites maîtresses, stations de pompage) et de châteaux ou de réservoirs d’eau (*);
- détection et réparation de fuites;
- dépistage et marquage des conduites souterraines;
- télésurveillance des réservoirs d’eau potable;
- mise à disposition des plans de réseaux ou d’infrastructures souterraines.

(*) Sur le territoire de la DVD englobant les cantons de Clervaux, Diekirch, Echternach, Redange, Wiltz et Vianden, des projets de faible envergure peuvent être réalisés pour les communes qui ne disposent pas d’un propre service technique et qui ne sont pas membres d’un syndicat intercommunal ayant dans ses attributions la collecte et l’épuration des eaux usées.
En contrepartie, l’Administration des ponts et chaussées est prête à aider les communes dans beaucoup d’autres domaines techniques qui font partie de leurs champs d’activité journaliers.
Pour les simples conseils, par exemple en matière de permission de voirie ou de plantation, il suffit de se mettre en rapport avec le préposé du service compétent. Par contre, l’élaboration de projets ou l’organisation d’interventions nécessitant le déploiement du matériel des Ponts et chaussées peuvent seulement se faire sur la base d’une délibération prise en bonne et due forme par le conseil communal et transmise par l’intermédiaire du ministre des Travaux Publics.
L’Administration des ponts et chaussées ne peut répondre aux demandes lui soumises que dans les limites des disponibilités en personnel et en matériel auprès des services respectifs.
La prestation de services en rapport avec la mise en valeur de fonds privés ne peut pas être imputée à l’Administration des ponts et chaussées.
De son côté l’Administration des ponts et chaussées demande aux autorités communales de lui prêter leur concours en matière de permission de voirie en informant leurs administrés de l’obligation de solliciter une telle permission de voirie pour tous les travaux qu’ils veulent entreprendre sur leurs terrains situés en bordure d’une route de l’État.